# Emy Sommerhuber
Emy Sommerhuber (auch:  Emy Lindenbach-Sommerhuber, * 27. Oktober 1898 in Linz als Emma Maria Carolina Sommerhuber; † 13. August 1958 in Admont) war eine österreichische Malerin und Pianistin.

## Biografisches
Emy Sommerhuber wurde am 27. Oktober 1898 als Tochter des Kaufmanns Karl Sommerhuber (* 15. September 1852 in Obergrünburg; † 26. Juli 1939 in Linz) und dessen Ehefrau Maria Emerentia (geborene Grogger; * 30. Oktober 1867 in Admont) in Linz geboren und am 29. Oktober 1898 auf den Namen Emma Maria Carolina getauft. Ihre Eltern hatten sich am 21. Juni 1892 in Admont getraut. Geboren wurde sie aus einer mütterlicherseits durch die Schriftstellerin Paula Grogger bekannt gewordenen Familie in Linz, wo sie Klavierunterricht bei August Göllerich nahm. In den Jahren 1923 bis 1932 absolvierte sie ihre Ausbildung als akademische Malerin an der Wiener Frauenakademie sowie unter Karl Sterrer an  der Akademie der bildenden Künste Wien. Von 1932 bis 1937 war sie Mitglied der Linzer Künstlervereinigung MAERZ. In dieser Zeit ließ sich Sommerhuber in Admont nieder und lebte hier als Malerin, Graphikerin und Musiklehrerin, wo sie dem Kreis um Anton Mayr und Robert Fuchs angehörte, dessen Werke sie regelmäßig in Konzerten aufführte. Als Pianistin begleitete sie auf Konzertreisen die Sänger Julius Pölzer und Willi Domgraf-Fassbaender. Als begeisterte Bergsteigerin und Skiläuferin galt ihr künstlerisches Interesse der Darstellung der Bergwelt, daneben malte sie Porträts.

## Ausstellungen
- 2013: 100 Jahre Maerz. Die Anfänge 1913 bis 1938, Nordico, Museum der Stadt Linz.[5]